# Bright Lights (Tinchy Stryder)
Bright Lights è un singolo del cantante britannico di origine ghanese Tinchy Stryder, realizzato insieme alla cantante britannica Pixie Lott. Il brano è stato pubblicato nel 2012 

## Tracce
- Download digitale[1]

1. Bright Lights (featuring Pixie Lott) – 3:27
2. Bright Lights (CASSETTi Remix) – 4:01
3. Bright Lights (Instrumental) – 3:24
4. Generation (featuring Alex Gaskarth) – 3:08

## Video
Il videoclip della canzone è stato diretto da Dale Resteghini.